# Aris Maliagros
Aris Maliagros (Grieks: Άρης Μαλιαγρός) (Argostoli, 17 augustus 1895 – ?, 18 december 1984), was een Griekse acteur. Hij speelde vooral aristocratische rollen zoals Giorgos Gavriilidis en Christos Tsaganeas. Hij was ook bekend als de "meester van de monocle".

## Biografie
Maliagros studeerde aan de school van het Nationaal Theater. Zijn eerste optreden in het theater was in de Fioro of Levante (1914). Later speelde hij in Christinaki (1916), A Chocolate Soldier (1918-19), Butterfly (1919-1920), The Dance Countess (1922), Misanthropy, Hamlet, King Lear, The Merchants of Venice, Cymbeline, The Merry Wives of Windsor, Arravoniasmata, etc. Hij ging zich in 1950 ook bezighouden met Grieks drama.

## Filmografie
- Filisse me, Maritsa (Φίλησέ με, Μαρίτσα) (1930)
- I haramofaides (Οι χαραμοφάηδες) (1961)
- Eno sfirize to treno (Ενώ σφύριζε το τρένο) (1961)
- I 900 tis Marinas (Οι 900 της Μαρίνας) (1961)
- Zito i trela (Ζήτω η τρέλα) (1962)
- I yinekes theloun xilo (Οι γυναίκες θέλουν ξύλο) (1962)
- I vila ton orgion (Η βίλα των οργίων) (1964)
- To doloma (Το δόλωμα) (1964)
- An ehis tyhi (Αν έχεις τύχη) (1964)
- Moderna Stachtopouta (Μοντέρνα Σταχτοπούτα) (1965)
- O xipolitos prigkips (Ο ξυπόλυτος πρίγκηψ) (1966)
- O kabouris (Ο καμπούρης) (1966)
- I yineka mou trelathike (Η γυναίκα μου τρελάθηκε) (1966)
- Diploneies (Διπλοπενιές) (1966)
- Dama spathi (Ντάμα σπαθί) (1966)
- Anthropos yia oles tis doulies (Άνθρωπος για όλες τις δουλειές) (1966)
- I thalassies i hadres (Οι θαλασσιές οι χάντρες) (1967)
- Epihirisis Apollon (Επιχείρησις Απόλλων) (1968)
- I Rena ine ofsaid (Η Ρένα είναι οφσάιντ) (1972)